# Lalomanu
Lalomanu est un village de la côte est d'Upolu aux Samoa.

## Histoire
Le 25 août 1845 Gilbert Roudaire, après avoir débarqué à Faleapuna, y visite les chefs coutumiers. Le village s'appelle alors Safotoulafaï.
Le village a fortement souffert lors du séisme du 29 septembre 2009.